# جينو بريتو
جينو بريتو هو مصارع محترف كندي، ولد في 18 مايو 1941 في مونتريال في كندا.

## وصلات خارجية
- جينو بريتو على موقع WrestlingData.com (الإنجليزية)
- جينو بريتو على موقع CageMatch worker (الإنجليزية)
- جينو بريتو على موقع قاعدة بيانات المصارعة على الإنترنت (الإنجليزية)
- جينو بريتو على موقع عالم المصارعة على الإنترنت (الإنجليزية)
- جينو بريتو على موقع IMDb (الإنجليزية)